# Jiput (plaats)
Jiput is een bestuurslaag in het regentschap Pandeglang van de provincie Banten, Indonesië. Jiput telt 4622 inwoners (volkstelling 2010).